# Willem Panneels

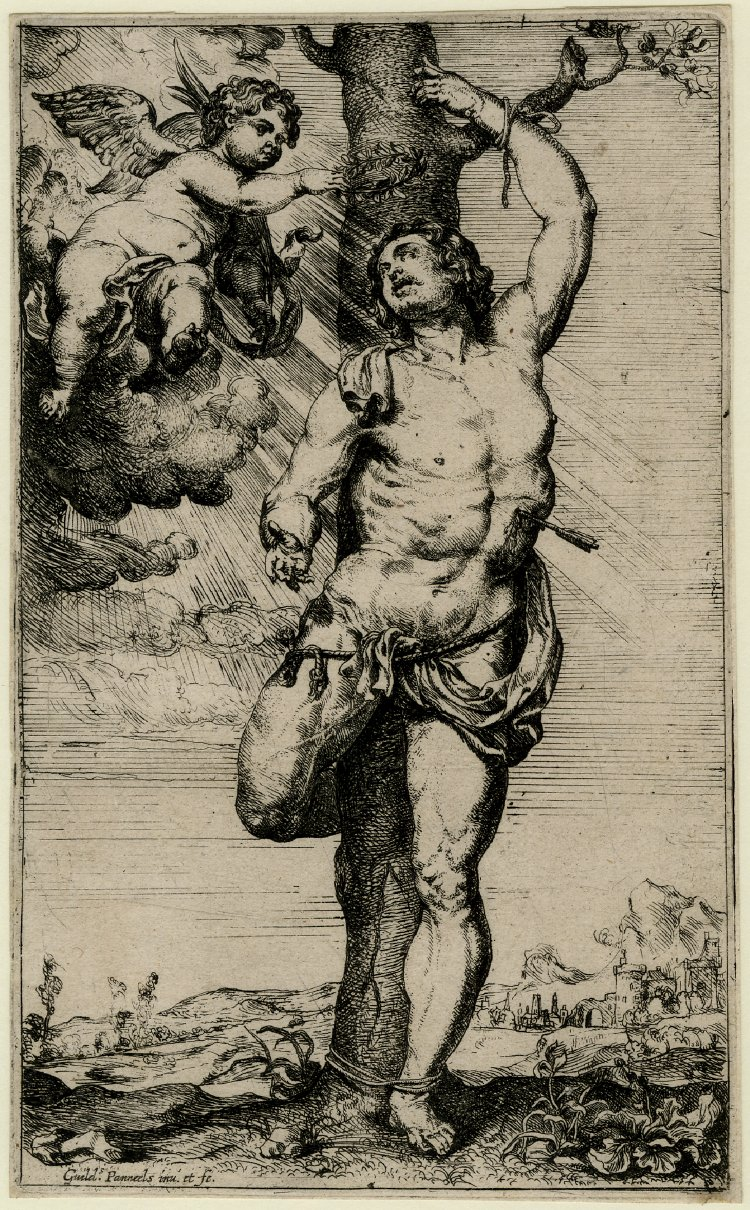
Sint Sebastiaan, Willem Panneels, naar P.P. Rubens, ca. 1628-1629

Willem Panneels was een Zuid-Nederlands kunstschilder in de 17e eeuw.

## Biografie
Over zijn persoonlijke leven is weinig bekend. Hij is rond 1600 geboren  maar tot aan zijn komst in Peter Paul Rubens’ atelier weet men niets over zijn leven. Er bestaan in dezelfde tijd nog twee Panneelsen, genaamd Herman en Johannes. Met Herman is er geen familiale relatie vastgesteld. Johannes, oftewel Jan zou Willems broer of neef zijn.  
In het jaar van zijn vertrek uit het Rubensatelier, 1630, reisde hij naar Keulen en Frankfurt am Main. In 1631 verbleef hij in Mainz en in Baden-Baden, waar hij voor de prins-bisschop werkte. In 1632 reisde hij verder naar Straatsburg, maar daarna zijn weer alle sporen van hem bijster. De pakweg tien jaar van zijn leven die bekend zijn, zijn dus essentieel in het beschrijven van zijn werk.

## Panneels en Rubens
Willem Panneels begon te werken voor Rubens in 1624-1625 als etser. Drie jaar later, in 1628, werd hij opgenomen in de Sint-Lukasgilde als meester. Het register vermeldt dat hij van Rubens afkomstig was, iets dat zeer uitzonderlijk gebeurde.  Voorbeelden van de prenten die hij in deze tijd maakte zijn David verslaat de beer, St. Sebastiaan en St. Agnes. 
Zijn stijl sluit – niet verwonderlijk – aan bij Rubens. Werkende bij Rubens had hij genoeg opdrachten om uit te voeren. Ook kon Panneels, zoals de andere medewerkers, putten uit een zeer uitgebreid cantoor aan kunstwerken en schetsen om te oefenen. Een cantoor is een soort kast of ruimte die diende als bewaarplaats voor documenten en modellen. Het kopiëren van deze werken behoorde bij de opleiding die men in een atelier kreeg. De Deense arts Otto Sperling, die begin jaren ’20 van de 17e eeuw Rubens’ atelier bezocht, berichtte al over het actieve kopieerwerk in het atelier.  Tevens dienden deze werken voor de kunstenaar als model voor nog volgende uit te voeren werken. Rubens' cantoor was zo uitgebreid vanwege zijn vele opdrachten en zijn reizen naar het buitenland waar hij schetsen kon maken van zaken die hij nog niet kende.  Al deze schetsen werden erin bewaard.

## Het cantoor
In het jaar 1628 ging Rubens op diplomatieke missie. Tijdens deze afwezigheid paste Panneels op Rubens' huis en atelier. Dit gaf hem toegang tot alle werken die Rubens bewaarde in zijn cantoor. Het was echter niet de bedoeling dat de medewerkers zichzelf toegang tot dit cantoor verschaften. De werken in een cantoor waren namelijk als een receptenboek voor een kunstenaar waar hij goed op toezag. Zo had Rubens al zijn ontwerpen in zijn testament opgenomen als garantie dat ze in familiebezit bleven als hij zou sterven en zijn kinderen in zijn voetsporen zouden treden.  Het is niet vreemd dat men zoveel waarde hechtte aan ontwerpen, aangezien in Rubens’ tijd de inventio heel belangrijk was. De modellen en voorbeelden waren dus de inventiestukken over bepaalde thema’s of houdingen, ook wel principalen genaamd.  Deze principalen kunnen dus gebruikt worden om verschillende afbeeldingen of oplagen te maken van een bepaald thema of beeld.

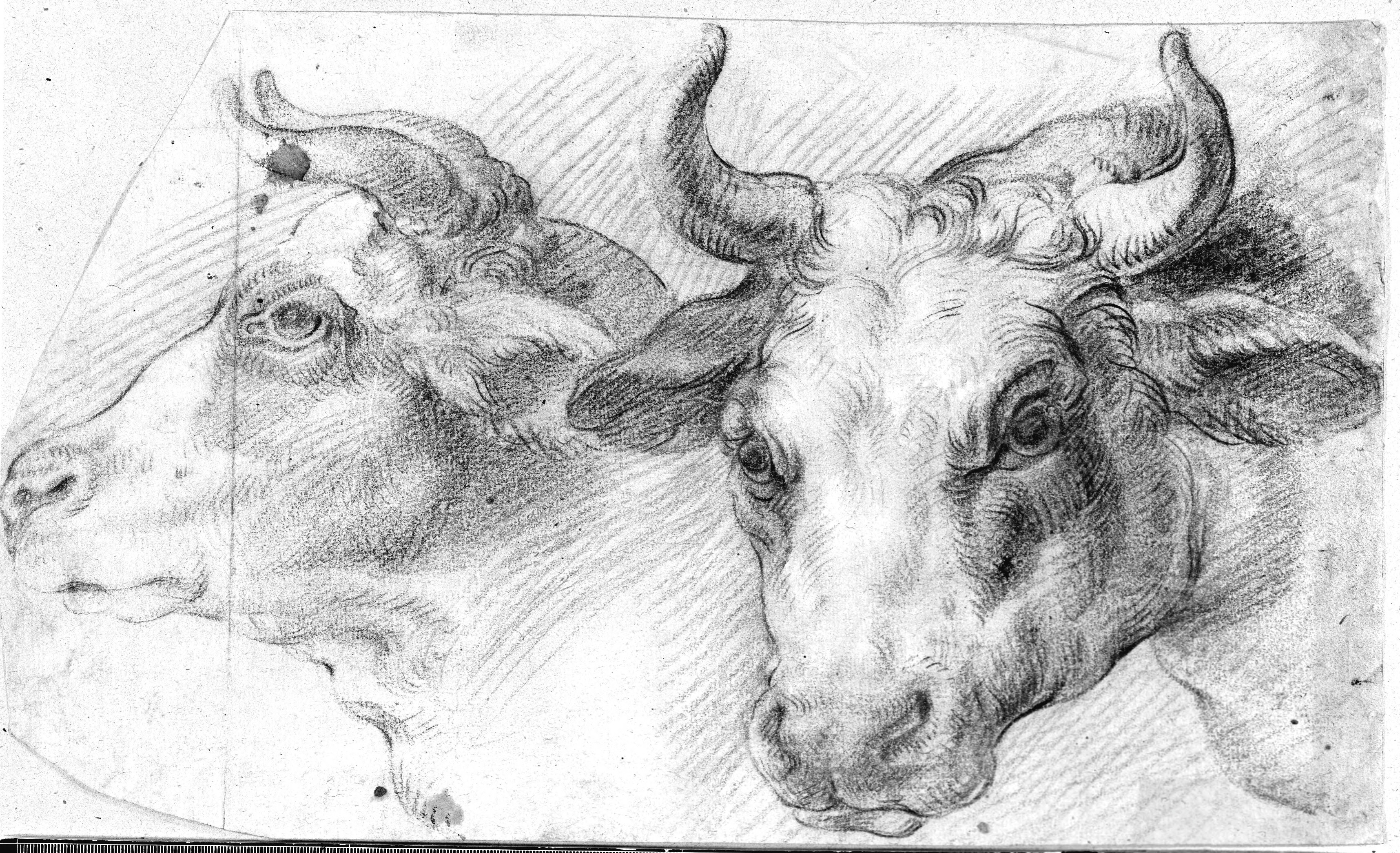
Schets van een koeienhoofd, Willem Panneels naar P.P. Rubens, ca. 1628-1629

In deze tijd zou Panneels een grote hoeveelheid kopieën hebben gemaakt aan de hand van de aanwezige werken in het cantoor en Rubens’ tekenboeken over onder andere anatomie en klederdracht. Men heeft 262 werken van de meer dan 500 werken behorende tot het Rubenscantoor geïdentificeerd als zijnde van Panneels. 
Panneels nam vooral elementen uit de aanwezige werken over. Zo tekende hij anatomische schetsen of delen van dieren na. Eveneens nam hij delen van werken over in losse schetsen.
De tekeningen die hij maakte wijken bovendien enigszins af van het origineel. Wellicht duidt dit op een zelfstandige oefening in inventiviteit door Panneels. Hij besloot om naar het buitenland te gaan kort na Rubens' terugkeer. De beslissing om zich in een ander land te vestigen neemt men gewoonlijk niet over één nacht ijs. Als hij dit plan dus al eerder zou hebben gehad, is het aannemelijk dat hij zijn eigen stijl en inventie wilde trainen voor hij als zelfstandige aan de slag ging.

### Hoe en waarom?
Men kan zich hierbij allereerst de vraag stellen of hij deze grote hoeveelheid werken allemaal in de korte periode – 1,5 jaar – van Rubens afwezigheid heeft volbracht. De geraadpleegde literatuur stelt dat dit wel het geval is op een enkele na. Deze vraag is echter moeilijk te beantwoorden, omdat men geen zicht heeft op de productiviteit en andere bezigheden van Panneels destijds. Men kan echter, op basis van de doeleinden van een cantoor, concluderen dat het kopiëren van de werken van iemands meester een gebruikelijke zaak was. Hierdoor zou het goed kunnen dat Panneels mogelijk ook al voor Rubens' vertrek werken heeft gekopieerd en ze heeft opgenomen in zijn verzameling.
Een andere vraag die rijst, is wat Panneels met zijn kopieerwerk wilde bereiken. Het doel van zijn kopieën lijkt voor de hand te liggen. Panneels stond niet te boek als een uitzonderlijk goede kunstenaar. De beschikking over een heel cantoor aan werken van Rubens en andere kunstenaars was ideaal om te oefenen. De ondertekening op de schetsen en de vermelding dat het een kopie was naar Rubens, betekent dat hij ze niet wilde verder verkopen als originele Rubens schetsen. Eveneens wilde hij niet dat iemand de aantekeningen bij schetsen kon lezen, gezien hij dit in een soort geheimschrift schreef. Maar hoe kwam hij aan dit geheimschrift? Dit was namelijk doorgaans iets dat door diplomaten werd gebruikt. Rubens had een zeer uitgebreide bibliotheek waar Panneels, net als bij het cantoor, ook gebruik van had kunnen maken en zich dit schrift eigen had kunnen maken. Als Rubens dit schrift dus daadwerkelijk zelf hanteerde voor zijn diplomatieke relaties, lijkt het meer plausibel dat Panneels door Rubens zelf in dit schrift was ingeleid. Ze hadden een vertrouwelijke relatie, wat het toevertrouwen van Rubens’ bezit aan Panneels gedurende de reis verklaart. Misschien had Rubens Panneels dus al eerder in vertrouwen genomen, bijvoorbeeld bij het schrijven van diplomatieke documenten. Dit zou betekenen dat Panneels naast etsen nog een andere taak bij Rubens uitvoerde, die van de secretaris dus. Er zijn echter geen documenten bekend die dit kunnen bevestigen.
Een laatste punt in de discussie over het cantoor is de bekendheid van Panneels' kopieerpraktijken bij Rubens. De geraadpleegde literatuur betwijfelt dat Rubens er weet van had. Het is echter wel mogelijk dat Rubens het wist en dat hij het goedkeurde. Hij had Panneels als ‘opzichter’ van zijn huis, atelier en inboedel aangesteld, omdat hij hem waarschijnlijk een zeer betrouwbaar iemand vond en dit bleek een goede keuze: na Rubens' terugkomst in 1629 schreef deze op 1 juli 1630 een document over Panneels. Rubens verklaart hierin dat Panneels in de 5,5 jaar dat hij bij hem in dienst was veel vooruitgang op artistiek niveau heeft geboekt en dat hij tijdens zijn diplomatieke missie op zijn huis en inboedel heeft gelet. Hij vermeldt dat Panneels deze taken accuraat en met veel vertrouwen heeft uitgevoerd, tot Rubens' voldoening. Dit wordt bevestigd door Cornelis van der Geest. Het zou tevens kunnen zijn dat Panneels in tijd van Rubens' afwezigheid als soort ‘vergoeding’ vrijelijk gebruik mocht maken van het cantoor.
Het feit dat Panneels zijn schetsen heeft bewaard kan dus samenhangen met het feit dat hij naar het buitenland ging om er te werken en zijn schetsen van bij Rubens ging gebruiken als eigen cantoor.

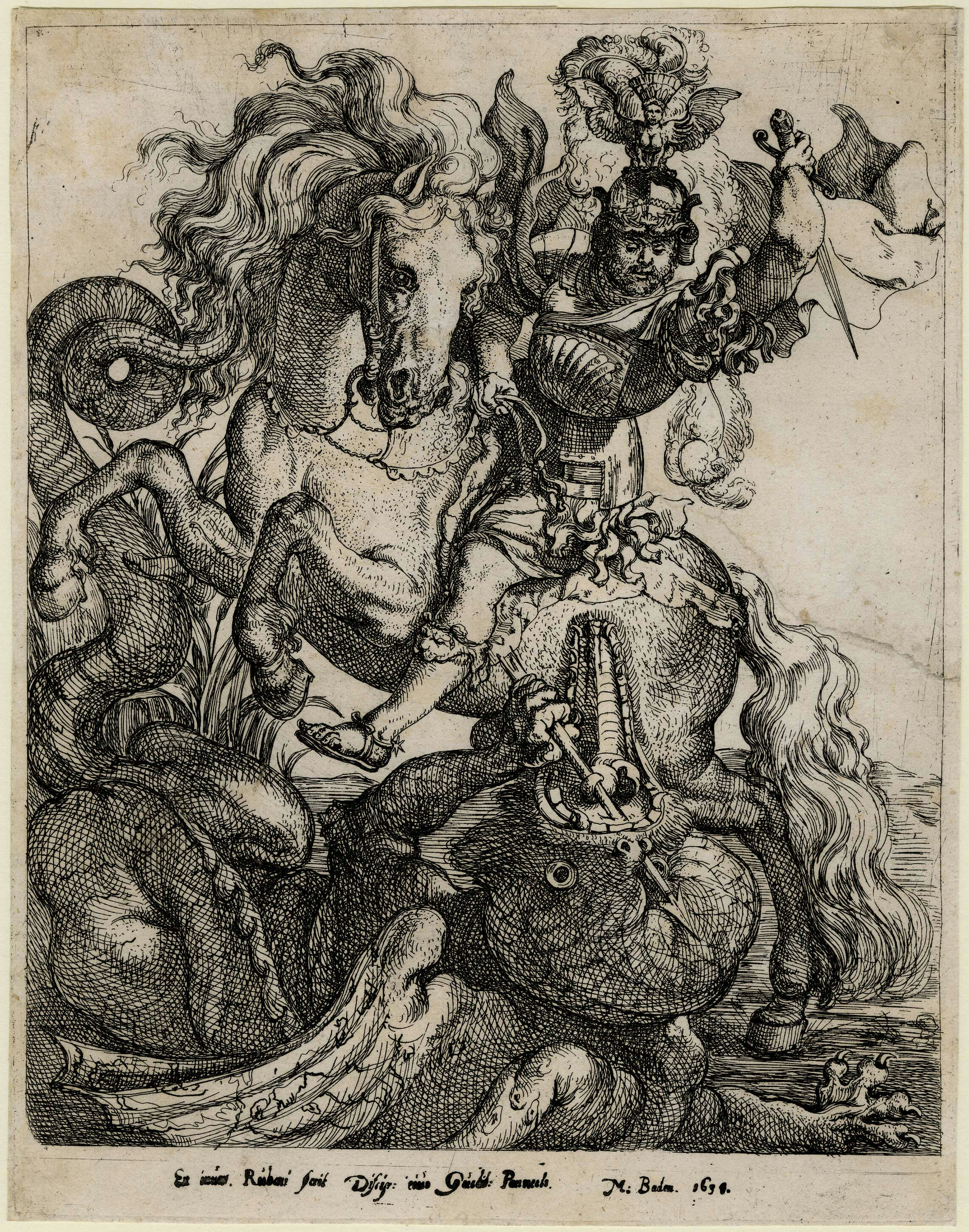
Sint-Joris doodt de draak, Willem Panneels, 1631

## Na Rubens
Het document dat Rubens op 1 juli 1630 heeft opgesteld voor Panneels doet denken aan een aanbevelingsbrief, wat geen raar feit is aangezien Panneels naar het buitenland wilde vertrekken. Daar Rubens een bekende kunstenaar was, was het voor Panneels een handig document om aan toekomstige opdrachtgevers voor te leggen.
Na zijn vertrek zijn nog enkele prenten bekend van Panneels, waaronder St. Joris doodt de draak. Er zijn echter niet veel werken uit deze periode bekend. Op te merken valt dat Panneels in een aantal werken duidelijk in de Rubensstijl blijft werken. Wel weet men dat de eerder genoemde Jan Panneels met hem mee is gereisd naar Frankfurt. Deze is in tegenstelling tot Willem weer naar Antwerpen teruggekeerd.

## Wie was Herman Panneels?
Deze naam duikt op als men over Willem niets meer weet. Men gaat aan de ene kant uit van familiale banden, en aan de andere kant wordt er beweerd dat het Willem zelf was nadat hij zijn identiteit had veranderd en van Duitsland naar Spanje zou zijn getrokken. Stilistisch zou er een link zijn met Rubens en Willem. Herman zou dus banden kunnen hebben gehad met beiden. Hij zou ooit in Spanje in contact zijn gekomen met kunstenaars uit Toledo eind jaren ‘30, zoals Diego de Astor. Deze werd beschouwd als een van de beste graveurs van Spanje in de 17e eeuw.
Zou er sprake kunnen geweest zijn van deze persoonsverwisseling? Uiteraard zou Willem Panneels zijn voornaam kunnen hebben veranderd, maar hij kan ook familiale banden hebben gehad met Willem. In beide gevallen kan hij zich in Spanje hebben gevestigd. België hoorde namelijk bij het Habsburgse rijk waardoor het wellicht eenvoudig was als ‘zuidelijk Nederlander’ om zich er te vestigen.  Tevens moet bedacht worden dat Rubens tijdens zijn diplomatieke missie in 1628-1629 diverse belangrijke politieke figuren en kunstenaars heeft ontmoet in Spanje. Als Herman in contact stond met Willem, of dezelfde persoon was, dan zou het kunnen dat de banden met Rubens hem verder hebben geholpen in deze milieus te belanden.
Nu lijkt het alsof Willem Panneels' daad een uitzonderlijk geval is. Maar is dit wel zo? Uit de bevindingen van het bronnenonderzoek kan geconcludeerd worden dat in de 17e eeuw kopiëren een heel normale praktijk was. Iedere medewerker uit een atelier deed het. Het was de bedoeling om beter te worden in de stijl van de meester, maar niet om het zelf te gebruiken. Het was namelijk de meester zijn inventie, en die werd niet geplagieerd. Panneels heeft veel gekopieerd maar niet geplagieerd. Hij heeft telkens gerefereerd aan Rubens.
Bovendien blijkt dat het niet met zekerheid te zeggen is dat Panneels alle werken in de korte tijd van Rubens' verblijf in het buitenland heeft gemaakt. Het is mogelijk dat hij hier al eerder mee is begonnen is. Panneels doel erbij was om zijn vaardigheden te verbeteren, aangezien hij allerminst moeite doet om de werken te laten lijken op originele werken van Rubens. Dit vanwege het onderschrift en de afwijkende stijl, wat erop kan duiden dat Panneels zijn eigen stijl probeerde vorm te geven.
Panneels heeft niets vreemds heeft gedaan met zijn kopieerwerk, waardoor het niet uitzonderlijk is dat er zoveel kopieën zijn. Eerder is de situatie uitzonderlijk, namelijk dat een kunstenaar voor een lange tijd beschikking heeft over het cantoor van zijn meester. Dit maakte het mogelijk om zoveel kopieën te maken naar het cantoor van Rubens.
Dat het kopiëren niet uitzonderlijk was, betekent niet dat het niet verdienstelijk is. Dankzij Panneels veelvuldige kopieën is er een beter zicht gekregen op de werken die Rubens in zijn cantoor bewaarde en hoe deze gelijken of verschillen van de uiteindelijke schilderijen.
Aangezien de persoon Herman Panneels nog weinig bekend is en zeer onduidelijk is wat zijn relatie tot Willem Panneels was, kan hier enkel over gespeculeerd worden.